# 谢君友
谢君友（?—1643年），大顺重要将领。

## 生平
早年情况不详。崇祯十六年（1643年）三月，李自成在襄阳建立五营军制，谢君友任前营左果毅将军。八月，明督师孙传庭率军至河，谷可成、谢君友率前营迎战。九月十日，孙传庭攻宝丰，宝丰州牧陈可新向李自成告急。李自成率谷可成、谢君友进抵郏县，与明总兵白广恩、高杰、卢光祖及杨承祖、王龙等交战。闯军不敌败走，谢君友被明军俘杀。